# Andorinhão-costa-riquenho
Andorinhão-costa-riquenho ou andorinhão-da-costa-rica (Chaetura fumosa) é uma espécie de ave da família Apodidae.
Pode ser encontrada nos seguintes países: Colômbia, Costa Rica e Panamá.
Os seus habitats naturais são: florestas subtropicais ou tropicais húmidas de baixa altitude.